# Jaime Pereira da Silva
Jaime Pereira da Silva (Angra do Heroísmo, 21 de outubro de 1879 — ?) foi um oficial de administração militar do Exército Português, onde atingiu o posto de tenente-coronel, que exerceu as funções de governador civil do Distrito Autónomo de Angra do Heroísmo (1926-1927), sendo o primeiro nomeado pelo governo da Ditadura Militar saída do Golpe de 28 de Maio de 1926.

## Biografia
Nasceu na freguesia da Sé da cidade de Angra do Heroísmo, filho de Manuel José Coelho Borges da Silva e de Eulália Pereira da Silva. Casou em Novembro de 1911, em Angra do Heroísmo, com Maria Júlia Goulart, filha natural de Paulo Mariano Goulart, da ilha de São Jorge.
Frequentou a Escola do Exército. Durante a Primeira Guerra Mundial integrou a força expedicionária envida para a fronteira norte da Moçambique (1917-1918) tendo participado na luta contra as forças da África Oriental Alemã.
No posto de major exerceu as funções de governador civil do Distrito Autónomo de Angra do Heroísmo entre 1 de Julho de 1926 e 31 de Outubro de 1927, nomeado pelo governo da pela ditadura militar implantada pelo golpe de 28 de Maio de 1926.
Foi condecorado com a Medalha de Prata de Comportamento Exemplar (1917), com o grau de Cavaleiro da Ordem Militar de Avis (29 de março de 1919), o grau de Cavaleiro da Ordem Militar de Cristo (28 de junho de 1919) e o grau de Comendador da Ordem Militar de Avis (5 de outubro de 1921).